# Составной документ
Составной документ — в информатике это документ, который «объединяет несколько форматов документов либо посредством ссылки, либо посредством включения, либо и того, и другого».
Составные документы — тип документов, часто создаваемых с использованием текстовых процессоров, они могут содержать как текстовые, так и нетекстовые элементы, такие как таблицы, рисунки, видео, аудио и другие мультимедийные объекты. Составной документ также может быть использован для собирания нескольких документов в один.
Технология составных документов обычно применяется на верхнем уровне каркасов компонентного ПО, но идея компонентного ПО включает в себя некоторые другие концепции, обособленные от составных документов.

## Технологии
Хорошо известные технологии составных документов:
- Object Linking and Embedding (OLE) от Microsoft
- Bonobo от Ximian (впервые использовано в GNOME)
- KParts в KDE
- Open Document Architecture от ITU-T (не используется)
- OpenDoc от Apple Computer (сейчас не используется)
- Verdantium
- XML и XSL — инкапсулирующие форматы, использующиеся для составных документов любых видов

Происхождение идеи составных документов неизвестно, но первая публичная реализация была на рабочих станциях Xerox Star, выпущенных в 1981.